# 1924年パリオリンピックのフランス選手団
1924年パリオリンピックのフランス選手団（1924ねんパリオリンピックのフランスせんしゅだん）は、1924年5月4日から7月27日にかけてフランスの首都パリで開催された1924年パリオリンピックのフランス選手団、およびその競技結果。

## 概要
今大会は金メダル13個、銀メダル15個、銅メダル10個の合計38個のメダルを獲得した。

## メダル
| メダル | 選手名                                                   | 競技   | 種目                     |
| ------ | -------------------------------------------------------- | ------ | ------------------------ |
| 金     | アルマン・ブランショネ                                   | 自転車 | 男子個人ロードレース     |
| 金     | アルマン・ブランショネ ルネ・アメル ジョルジュ・ワンプス | 自転車 | 男子団体ロードレース     |
| 金     | リュシアン・ミシャール                                   | 自転車 | 男子スプリント           |
| 金     | リュシアン・シュリ ジャン・キュニョー                    | 自転車 | 男子タンデムスプリント   |
| 銀     | アンリ・コシェ                                           | テニス | 男子シングルス           |
| 銀     | アンリ・コシェ ジャック・ブルニョン                      | テニス | 男子ダブルス             |
| 銀     | ジュリー・ブラスト                                       | テニス | 女子シングルス           |
| 銅     | ポール・ボンタン                                         | 陸上   | 男子3000m障害            |
| 銅     | ピエール・ルーダン                                       | 陸上   | 男子走高跳               |
| 銅     | アンリ・ラヴォー ガストン・ウエ モーリス・ノーラン       | 陸上   | 男子クロスカントリー団体 |
| 銅     | ジャン・ボロトラ ルネ・ラコステ                          | テニス | 男子ダブルス             |
| 銅     | ルネ・アムル                                             | 自転車 | 男子個人ロードレース     |
| 銅     | ジャン・キュニョー                                       | 自転車 | 男子スプリント           |